# Zarubino (wieś w obwodzie kostromskim)
Zarubino (ros. Зарубино) – wieś (dieriewnia) w Rosji, w obwodzie kostromskim, w rejonie kostromskim. W 2021 liczyła 128 mieszkańców.